# Pottsgrove (Pennsylvanie)
Pottsgrove est une census-designated place du comté de Montgomery, en Pennsylvanie, aux États-Unis.

## Géographie
Pottsgrove se trouve au nord-est des États-Unis, dans le sud-est de l'État de Pennsylvanie, au sein du comté de Montgomery, dont le siège de comté est Norristown. Ses coordonnées géographiques sont 40° 15′ 43″ N, 75° 36′ 45″ O.

## Démographie
Au recensement de 2010, sa population était de 3 469 habitants.